# Латышское литературное общество
Латышское литературное общество (нем. Lettisch-literärische Gesellschaft, латыш. Latviešu literārā biedrība) — общественная организация, занимавшаяся исследованиями языка, фольклора, литературы и культуры латышского народа. Существовала в 1824—1940 годах. Общество издавало журнал который выходил ежеквартально.

## История
В 1824 году прибалтийско-немецкое духовенство Лифляндской и Курляндской губерний основало Латышское литературное общество, созданное по образцу Эстского литературного общества в Аренсбурге, для изучения литературы, этнографии и истории края, а также для усовершенствования латышского языка.
Исходя из гуманитарной направленности, члены нового общества называли себя друзьями латышей. Вскоре, за новой организацией закрепилось неофициальное название — Общество друзей латышей. Первым председателем был популяризатор латышского языка, выпускник Дерптского университета, лютеранский пастор из Нитау — Густав Рейнгольд фон Клодт. Идеологом общества стал лестенский священник Карл Фридрих Ватсон.
Первоначально общество, устав которого был принят в 1827 году, состояло из 117 членов. Собрания проходили в Риге и Митаве. Заявленной целью нового общества было: «Исследовать точно грамматику и богатство слов во всех частях, как теоретически, так и практически». Материалы публиковались в сборнике «Magazin» и газете «Latviešu Avīzes». В 1889 году была создана комиссия для собирания народных древностей.
В разные годы членами общества были видные латышские общественные и культурные деятели Кришьянис Барон, Юрис Барс, Арон Матисс, Лудис Берзиньш, Янис Чаксте, Янис Эндзелинс, Екабс Лаутенбах, Ансис Ливенталс, Карлис Миленбах, Юрис Нейкенс и Вильгельм Христиан Пантениус.

## Руководство
Главой общества являлся президент. Помимо него было два директора (отдельно для Лифляндии — Лифляндское литературно-художественное общество и Курляндии — Курляндское литературно-художественное общество). Так, например, Вильгельм Христиан Пантениус возглавлял курляндское отделение.

### Президенты общества
- 1824—1838 — Густав Рейнгольд фон Клодт
- 1838—1845 — Якоб Флорентин Лундберг
- 1845—1851 — Иоганн Теодор Берент
- 1851—1854 — Карл Фридрих Якоб Гугенбергер[латыш.]
- 1854—1864 — Рудольф Шульц[латыш.]
- 1864—1895 —  Август Биленштейн
- 1895—1903 — Ян Сакранович[латыш.]
- 1903—1919 — Теодор Дёбнер[латыш.]
- 1925—1940 — Янис Зеверс